# Маунтинбординг

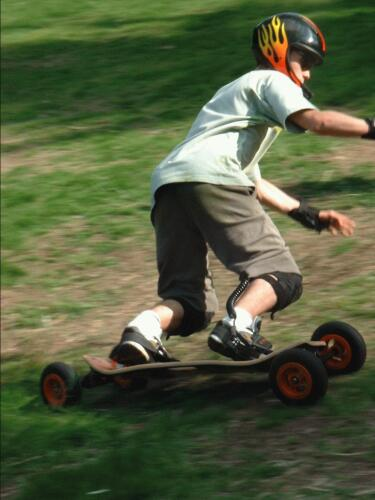

Маунтинбо́рдинг (англ. mountainboarding, від mountain — «гора» + board — «дошка» = «гірська дошка») — вид спорту, що полягає в спуску з гір на снаряді під назвою маунтинборд (англ. mountainboard).

## Загальний опис
Маунтинбординг також відомий під абревіатурою ATB (англ. All-terrain board), нагадує сноуборд і скейтборд, призначену для їзди по пересіченій місцевості в літній період часу.
Маунтинбординг, як вид спорту, з'явився в 90-і роки і отримав максимальний розвиток в США і Європі (особливо в Англії).
При цьому, на відміну від сноуборду, переміщення здійснюється не по снігу, а по твердому ґрунту. Конструктивно маунтинборд являє собою підставку (дошку), за формою нагадує сноуборд, до якого приєднані дві пари великих (більших, ніж у скейта) коліс.
Загальноприйняте скорочення для маунтинборда: АТБ (англ. ATB = All — все + Terrain — «земля, місцевість» + Board — «дошка» = «дошка для будь-якої місцевості»).

## Історія розвитку
Маунтинбординг, як і скейтбординг, придумали в США. Точніше, скейтбординг просто еволюціонував, із збільшенням коліс зросли можливості дошки. Дошка, до речі, теж зазнала змін: подовжилася, були додані пружини в підвіску, яка ковтає будь-які нерівності дороги або гірського схилу. Маунтинборд навіть з вигляду схожий на скейтборд.
Винайдено маунтинборд як літня заміна сноуборду. Тому маунтинборд призначений більше для маневрів і поворотів, ніж для розгону і катання на максимальних швидкостях. У маунтинбординг можна покататися там, де скейт не проїде і поготів, і де немає снігу для сноуборду. Спортсмен на дошці контролює кожен її рух і навіть швидкість.
В Україні даний вид екстремального спорту з'явився зовсім недавно: найбільш вмілі спортсмени займаються не більше двох років. Маунтинборд купити можна теж не в кожному магазині. Але для людей, які зацікавлені і дійсно хочуть займатися цим видом спорту — проблем виникнути не повинно. Маунтинбординг активно розвивається. Почали з'являтися нові дисципліни, наприклад, бордеркросс (їзда зі схилу на швидкість) або фристайл (стрибки з виконанням трюків).

## Напрямки творіння
Серед основних напрямків у маунтинбордингу можна виділити:
- Фристайл — акробатика на маунтинбордов (біг- ейр, квотер — пайп і т. д.).
- Фрирайд — вільне катання в горах по пересіченій місцевості.

Маунтинбординг — молодий вид екстремального спорту, але вже зараз по всьому світу проводиться велика кількість змагань.

## Визначні події
1. Середина 2000-х — пік популярності маунтинборду в Європі та Штатах, таким чином, необхідність проведення першого світового чемпіонату назріла сама-собою. Вибір країни проведення, з очевидних міркувань, упав на Англію. Організатором виступив журнал "All Terrain Boarding magazine".
2. 2008-й рік став початком заходу масових маунтинбордичних змагань на території Великої Британії. Чемпіонат змінив місце проведення і дату, яка збіглася з дощовою погодою. Фінальні місця були розподілені за результатами кваліфікації, а віце-чемпіоном світу став росіянин Павло Дунаєв.
3. У тому ж році американці анонсували «The International Mountainboard Freestyle Invitational» — аналог міжнародного чемпіонату на своєму континенті, але крім англійців Бена Твіді (Ben Tweedie) та Нікі Форкаст (Nicky Forecast) у США ніхто не приїхав.
4. 2009-й рік ознаменувався відходом головного спонсора останніх років — Fat Face  [Архівовано 2 травня 2014 у Wayback Machine.]. Чемпіонат, по суті, був проведений силами ейдж Уоткінс (AJ Watkins) і Europe[недоступне посилання з листопадаа 2019], тобто без грошових призів та іноземних райдерів, перетворившись на локальні змагання «Battle of Bugs».